# 洛姆沙蒙多
洛姆沙蒙多（法語：L'Hôme-Chamondot，法語發音：[lom ʃamɔ̃do] ⓘ）是法国奥恩省的一个市镇，属于莫尔塔涅欧佩什区。

## 地理
洛姆沙蒙多（48°35'21"N, 0°42'54"E）面积15.92 平方千米，位于法国诺曼底大区奧恩省，该省份为法国西北部内陆省份，北起顺时针与卡爾瓦多斯省、厄尔省、厄尔-卢瓦省、萨尔特省、马耶讷省和芒什省接壤。
与洛姆沙蒙多接壤的市镇（或旧市镇、城区）包括：图鲁夫尔欧佩什、拉旺特鲁兹、隆尼莱维拉日、沙朗塞。

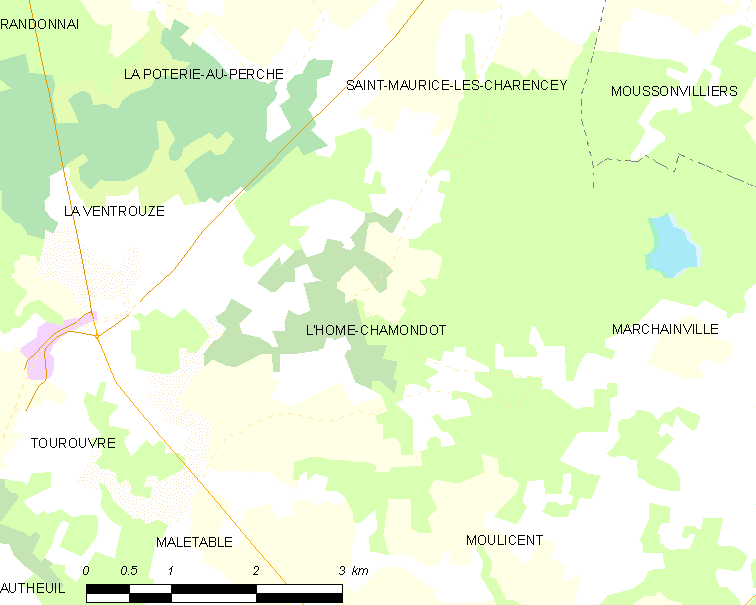
洛姆沙蒙多的OSM定位图

洛姆沙蒙多的时区为UTC+01:00、UTC+02:00（夏令时）。

## 行政
洛姆沙蒙多的邮政编码为61290，INSEE市镇编码为61206。

## 政治
洛姆沙蒙多所属的省级选区为图鲁夫尔欧佩什县。

## 人口

1962-2008年间洛姆沙蒙多人口变化图示

洛姆沙蒙多于2022年1月1日时的人口数量为260人。